# Unités de protection de la femme
Les Unités de protection de la femme ou Unités de défense de la femme (en kurde : Yekîneyên Parastina Jin, YPJ) est une organisation militaire kurde composée exclusivement de femmes.
Les YPJ furent mises en place en 2013 à titre de brigade féminine des milices des Unités de protection du peuple (Yekîneyên Parastina Gel, YPG) et est devenue indépendante en 2016. Les YPJ et YPG sont l'aile armée d'une coalition kurde qui a pris le contrôle de facto sur l'essentiel du Nord de la Syrie à prédominance kurde dénommé Rojava.

## Histoire
Cette organisation est née au sein du mouvement de résistance kurde. À la fin 2014, elle comptait plus de 7 000 (ou 10 000, selon Tele Sur) combattantes volontaires âgées entre 18 et 40 ans. 
Fin 2016, YPJ comptent 24 000 combattantes selon le porte-parole des YPG.
Les YPJ ont rejoint leur organisation sœur, les YPG, dans leur combat contre les groupes qui présentaient l'intention de répandre la guerre civile syrienne aux territoires habités par des Kurdes. Les deux milices furent soumises à des attaques croissantes de la part des militants du groupe armé État islamique (Daech) et ont participé au siège de Kobané.

## Aide étrangère
Les YPJ ne reçoivent aucun fonds de la part de la communauté internationale et dépendent des communautés locales pour leur approvisionnement en armes et en nourriture. Toutefois, les YPJ et les YPG ont reçu 27 cargaisons totalisant 24 tonnes d'armes légères et de munitions ainsi que 10 tonnes de ressources médicales de la part des États-Unis et du Kurdistan irakien pendant le siège de Kobané.

## Opérations militaires en Irak
Ce groupe a joué un rôle critique lors du sauvetage de milliers de Yazidis encerclés sur le mont Sinjar par les combattants de l'EI en août 2014. Une combattante a affirmé : « Nous devons contrôler cette zone nous-mêmes sans dépendre [du gouvernement]... Ils ne peuvent pas nous protéger de [l'EI], nous devons nous protéger nous-mêmes [et] nous défendons tout le monde... peu importe l'ethnie ou la religion à laquelle ils appartiennent ».
Cet engagement se poursuit au-delà du territoire irakien par l'opération « revanche des femmes du Sinjar » qui vise à libérer les femmes et les enfants yézidis mis en esclavage par l'État islamique, à la suite de leur offensive sur la région de Sinjar pendant l'été 2014. Profitant de l'offensive des Forces démocratiques syriennes en Syrie, le nombre de femmes et d'enfants libérés atteint 200 en juin 2017,.

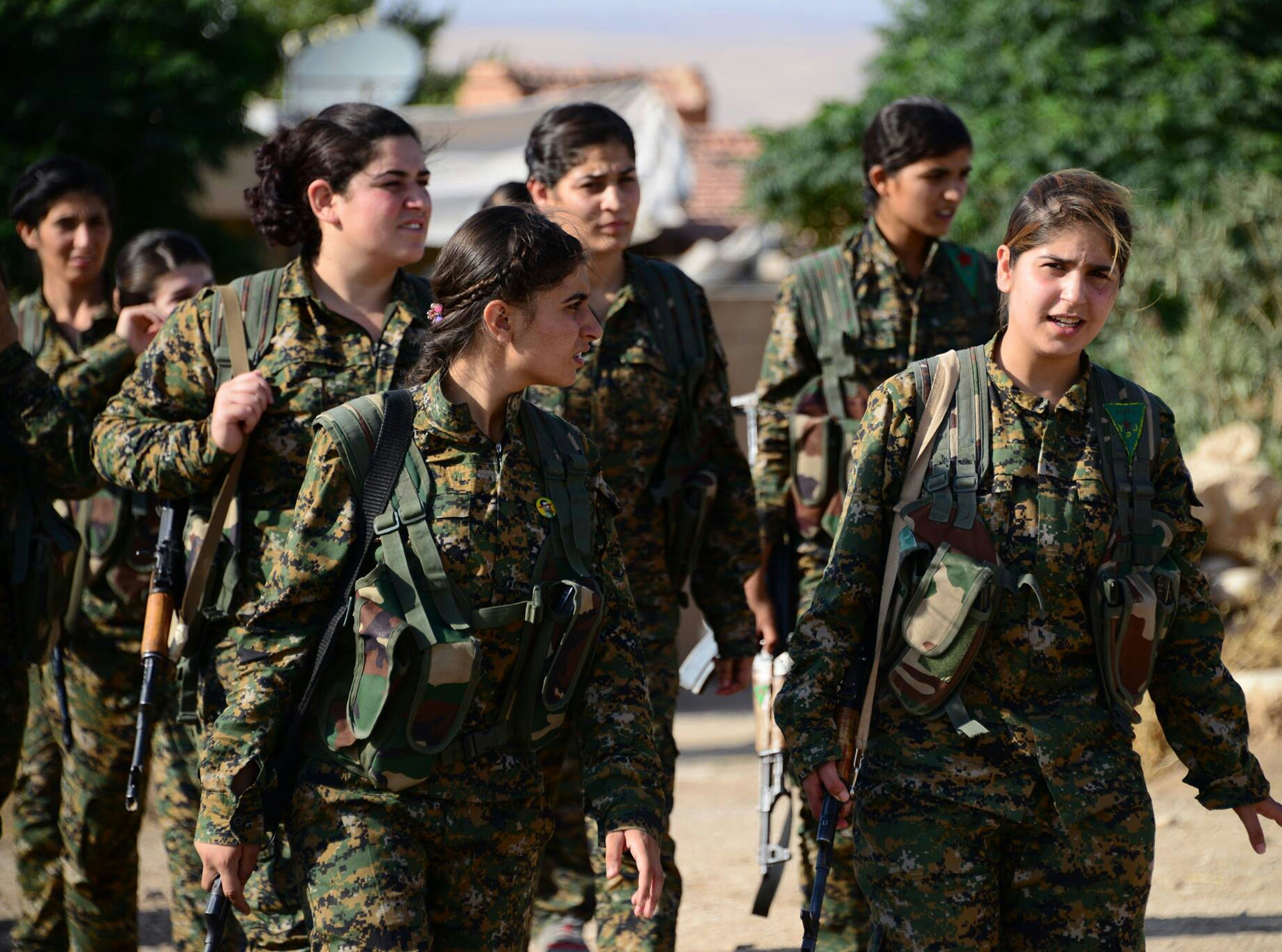
Des combattantes des YPJ en 2015.

## Idéologie et fonctionnement

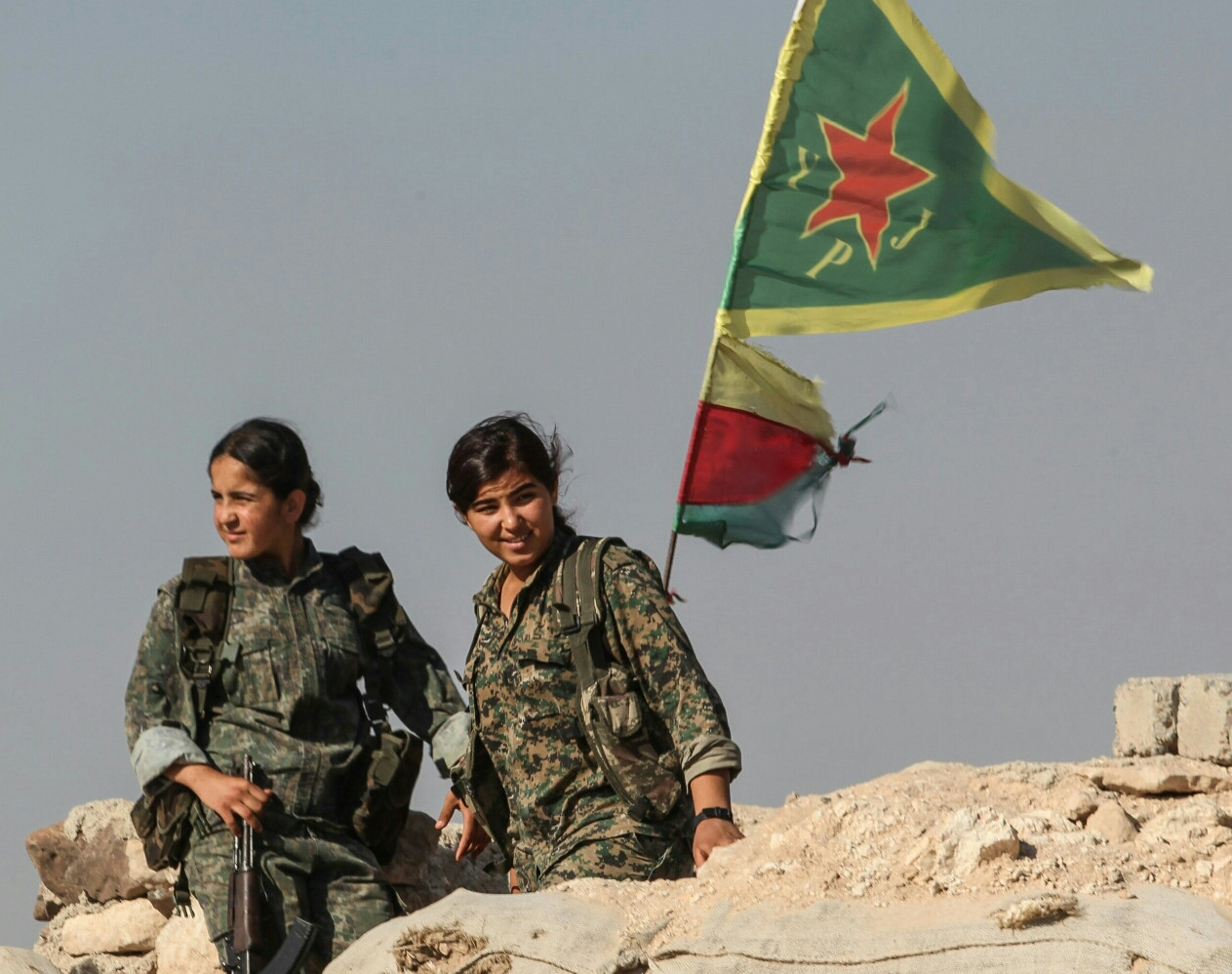
Des combattantes des YPJ en 2015.

Ce groupe a reçu des éloges de la part des féministes du monde entier car il confronte les attentes traditionnelles concernant les sexes dans la région et redéfinit le rôle des femmes dans le conflit régional. Selon la photographe Erin Trieb, les YPJ sont en elles-mêmes un mouvement féministe, même si ce n'est pas leur cause principale. Elle indique qu'« elles veulent l'égalité » entre les femmes et les hommes et qu'une des raisons justifiant leur engagement était de faire évoluer les perceptions à l'égard des femmes dans leur culture.
Les membres des YPJ sont bénévoles et ne perçoivent pas de salaire ou de solde. Les familles des membres les plus pauvres reçoivent cependant une compensation financière mensuelle d'environ 40 000 livres syriennes, soit moins de 200 dollars US au taux moyen sur 2016. 
D'une façon générale, les relations sexuelles entre membres des différents groupes armés des FDS sont interdites et les violences sexuelles envers les femmes sont sévèrement punies. Les hommes et les femmes combattants peuvent se marier, mais les femmes doivent alors quitter les YPJ.
L'Idéologie du YPJ s'est répandue en Irak et en Syrie. Les Assyriens du Conseil militaire syriaque ont ainsi formé une brigade féminine, la Forces de protection des femmes du Bethnahrain. Les femmes Yézidis ont formé une milice nommée Unités des femmes d'Êzîdxan. Aussi, le Conseil militaire d'al-Bab, la Brigade du Front kurde et la Brigade des révolutionnaires de Raqqa ont formé des unités féminines.
Selon les combattants kurdes, la présence de femmes soldats dans leurs rangs leur donne un avantage contre les djihadistes car ces derniers pensent être privés du paradis s'ils sont tués de la main d'une femme. Selon Rusen Aytac, chargé du département des droits de l'Homme à l'Institut kurde de Paris : « Pour un membre de l'État islamique il est beaucoup plus difficile de combattre les femmes car selon eux se faire tuer par une femme équivaut à l'exclusion du Paradis. Dans leur conception être tué par une femme équivaut à du déshonneur ». Cependant ces affirmations, abondamment relayées par les combattantes kurdes, sont contestées par l'historien militaire Laurent Touchard : « Aucun texte sacré de l'Islam ne mentionne qu'un jihadiste qui serait tué par une femme combattante se verrait refuser le paradis ; absolument rien dans la Sunna, pas l'ombre d'un hadîth, et encore moins dans le Coran. À ma connaissance aucun jihadiste n'a confié sa peur de « croiser le fer » avec une femme kurde, pas une déclaration sur les réseaux sociaux n'a confirmé – même a minima – cette rumeur. [...] Si cette peur était aussi prononcée qu'il est dit, pourquoi les lignes de l'EI ne se sont-elles pas effondrées sitôt que les Kurdes sont massivement entrés en action ? Pourquoi le siège de Kobané a-t-il été si long ? La réponse me semble évidente : belle histoire mais légende dans son ensemble ».

## Implications dans la guerre civile syrienne
Dès 2014, plusieurs agences de presse kurdes indiquent que « les troupes des YPJ sont devenues vitales dans la bataille contre l'EI » à Kobané. Les victoires remportées par les YPJ au Rojava ont apporté une attention internationale considérable sur un rare exemple de réussites féminines dans une région où les femmes sont traditionnellement en retrait,,,,.
À partir de 2016, fortes de leurs expériences militaires passées dans la guerre civile syrienne, les YPJ mènent leurs actions militaires indépendamment des YPG et participent notamment aux opérations des FDS sur Habur, Elîn, Cudi, Manbij et Raqqa. De nombreuses structures de formations militaires professionnelles sont mises en place par les YPJ dans le Rojava. En parallèle, des unités militaires féminines spécifiques sont créées dans les zones majoritairement arabes et passées sous contrôle des YPJ : l'Académie des femmes arabes et le Bataillon des femmes arabes libres,,.
Le 22 juillet 2022, Salwa Yusuk, dite Ciyan Afrin, commandante des FDS chargée des opérations conjointes avec la coalition internationale, est tuée par une frappe de drone turc près de Qamichli. L'United States Central Command présente ses condoléances à sa famille et salue le rôle « essentiel » de la commandante kurde contre l'État islamique.

## Culture populaire
Le film Sœurs d'armes (2019) de Caroline Fourest présente un aspect du combat de YPJ au travers d'une unité d'élite. En 2020, la mini-série d'Arte, No Man's Land s'attache à la lutte des YPJ contre Daesh en 2014 durant la Guerre civile syrienne.
Le rappeur Euphonik leur rend hommage dans sa chanson Y.P.J. dans l'album Inconnu mais reconnu II.
Le roman S'il n'en reste qu'une de Patrice Franceschi, publié en 2021, raconte le destin tragique de deux combattantes kurdes lors de la prise de Kobané en 2019.
Dans la série Seal Team, saison 6, l’unité américaine mène des opérations en collaboration avec le YPJ.